# Charsonville
Charsonville est une commune française, située dans le département du Loiret en région Centre-Val de Loire.

## Géographie

### Localisation

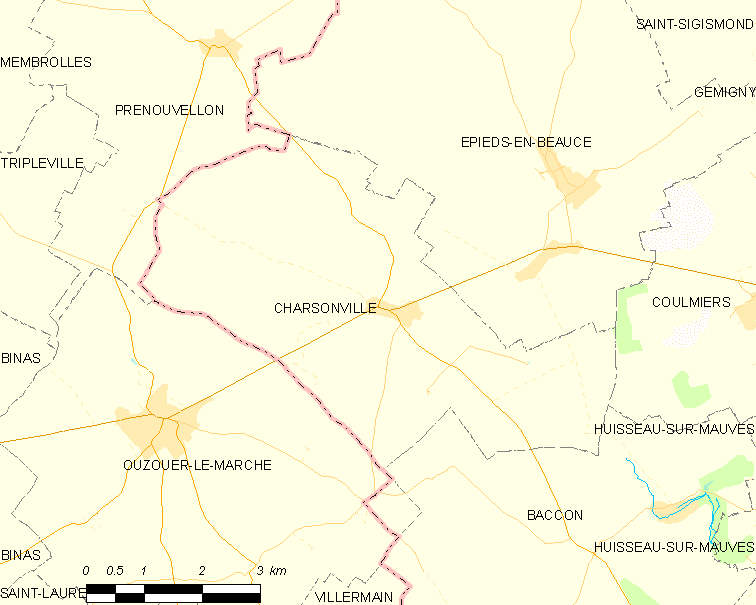
Carte de la commune de Charsonville et des communes limitrophes.

La commune de Charsonville se trouve à l'extrémité ouest du département du Loiret, en limite du département de Loir-et-Cher, dans la région agricole de la Beauce de Patay et l'aire urbaine d'Orléans.  À vol d'oiseau, elle se situe à 24,5 km  d'Orléans, préfecture du département, et à 14,1 km de Meung-sur-Loire, ancien chef-lieu du canton dont dépendait la commune avant mars 2015. La commune fait partie du bassin de vie de Meung-sur-Loire.
Les communes les plus proches sont : Épieds-en-Beauce (3,7 km), Ouzouer-le-Marché (4,3 km, en Loir-et-Cher), Baccon (5,4 km), Prénouvellon (5,5 km, en Loir-et-Cher), Coulmiers (6,2 km), Tripleville (7,3 km, en Loir-et-Cher), Villermain (8,1 km, en Loir-et-Cher), Rozières-en-Beauce (9,1 km), Binas (9,2 km) et Villamblain (9,4 km).
|                   | Prénouvellon |                  |
| Ouzouer-le-Marché | Charsonville | Épieds-en-Beauce |
|                   | Baccon       |                  |

### Géologie et relief

#### Géologie
La commune se situe dans le sud du Bassin parisien, le plus grand des trois bassins sédimentaires français. Cette vaste dépression, occupée dans le passé par des mers peu profondes et des lacs, a été comblée, au fur et à mesure que son socle s’affaissait, par des sables et des argiles, issus de l’érosion des reliefs alentours, ainsi que des calcaires d’origine biologique, formant ainsi une succession de couches géologiques.
Les couches affleurantes sur le territoire communal sont constituées de formations superficielles du Quaternaire et de roches sédimentaires datant du Cénozoïque, l'ère géologique la plus récente sur l'échelle des temps géologiques, débutant il y a 66 millions d'années. La formation la plus ancienne est des argiles à silex remontant à l’époque Paléocène de la période Paléogène. La formation la plus récente est des alluvions et colluvions du fond des vallées secondaires remontant à l’époque Holocène de la période Quaternaire. Le descriptif de ces couches est détaillé dans  la feuille « n°362 - Patay » de la carte géologique au 1/50 000ème du département du Loiret, et sa notice associée.

Carte géologique de la commune

|  | FC : | alluvions et colluvions du fond des vallées secondaires, Holocène |

|  | qOE : | Limons et Loess, Quaternaire |

|  | m1CPi : | calcaire de Pithiviers, Aquitanien |

|  | e5CM-MV : | calcaire de Morancez et marne de Villeau, Lutétien |

|  | e1-4Rc : | complexe argilo-sableux à silex = argiles à silex, Paléocène-Éocène inférieur |

#### Relief
La superficie cadastrale de la commune publiée par l’Insee, qui sert de références dans toutes les statistiques, est de 24,55 km2,. La superficie géographique, issue de la BD Topo, composante du Référentiel à grande échelle produit par l'IGN, est quant à elle de 24,15 km2. Son relief est relativement plat puisque la dénivelée maximale atteint 21 mètres. L'altitude du territoire varie entre 110 m et 131 m.

### Hydrographie
Aucun cours d'eau permanent n'est répertorié sur la commune.

### Climat
Pour des articles plus généraux, voir Climat du Centre-Val de Loire et Climat du Loiret.
En 2010, le climat de la commune est de type climat océanique dégradé des plaines du Centre et du Nord, selon une étude du CNRS s'appuyant sur une série de données couvrant la période 1971-2000. En 2020, Météo-France publie une typologie des climats de la France métropolitaine dans laquelle la commune est exposée à un climat océanique altéré et est dans la région climatique Moyenne vallée de la Loire, caractérisée par une bonne insolation (1 850 h/an) et un été peu pluvieux.
Pour la période 1971-2000, la température annuelle moyenne est de 10,9 °C, avec une amplitude thermique annuelle de 15,2 °C. Le cumul annuel moyen de précipitations est de 633 mm, avec 10,4 jours de précipitations en janvier et 7,3 jours en juillet. Pour la période 1991-2020, la température moyenne annuelle observée sur la station météorologique de Météo-France la plus proche, « Orléans - Bricy », sur la commune de Bricy à 17 km à vol d'oiseau, est de 11,7 °C et le cumul annuel moyen de précipitations est de 635,5 mm,. Pour l'avenir, les paramètres climatiques de la commune estimés pour 2050 selon différents scénarios d'émission de gaz à effet de serre sont consultables sur un site dédié publié par Météo-France en novembre 2022.

### Milieux naturels et biodiversité
L’inventaire des zones naturelles d'intérêt écologique, faunistique et floristique (ZNIEFF) a pour objectif de réaliser une couverture des zones les plus intéressantes sur le plan écologique, essentiellement dans la perspective d’améliorer la connaissance du patrimoine naturel national et de fournir aux différents décideurs un outil d’aide à la prise en compte de l’environnement dans l’aménagement du territoire. Le territoire communal de Charsonville ne comprend pas de  ZNIEFF.

## Histoire

### Héraldique
| Blason de Charsonville | Le 9 septembre 2004, le conseil municipal adopte les armes de Charsonville avec ce blasonnement : D'argent à la quintefeuille de sable accompagnée de huit tourteaux de gueules ordonnés en orle. Notons que « à une quintefeuille » est plus rigoureux que « à la quintefeuille », et que « ordonnés » ne s'emploie pas dans ce sens ; on dit « mis en orle » ou « en orle ». |

## Urbanisme

### Typologie
Au 1er janvier 2024, Charsonville est catégorisée commune rurale à habitat dispersé, selon la nouvelle grille communale de densité à sept niveaux définie par l'Insee en 2022.
Elle est située hors unité urbaine. Par ailleurs la commune fait partie de l'aire d'attraction d'Orléans, dont elle est une commune de la couronne,. Cette aire, qui regroupe 136 communes, est catégorisée dans les aires de 200 000 à moins de 700 000 habitants,.

### Occupation des sols
L'occupation des sols de la commune, telle qu'elle ressort de la base de données européenne d’occupation biophysique des sols Corine Land Cover (CLC), est marquée par l'importance des territoires agricoles (98,7 % en 2018), une proportion identique à celle de 1990 (98,7 %). La répartition détaillée en 2018 est la suivante : 
terres arables (98,7 %), zones urbanisées (1,2 %), forêts (0,1 %).
L’évolution de l’occupation des sols de la commune et de ses infrastructures peut être observée sur les différentes représentations cartographiques du territoire : la carte de Cassini (XVIIIe siècle), la carte d'état-major (1820-1866) et les cartes ou photos aériennes de l'IGN pour la période actuelle (1950 à aujourd'hui).

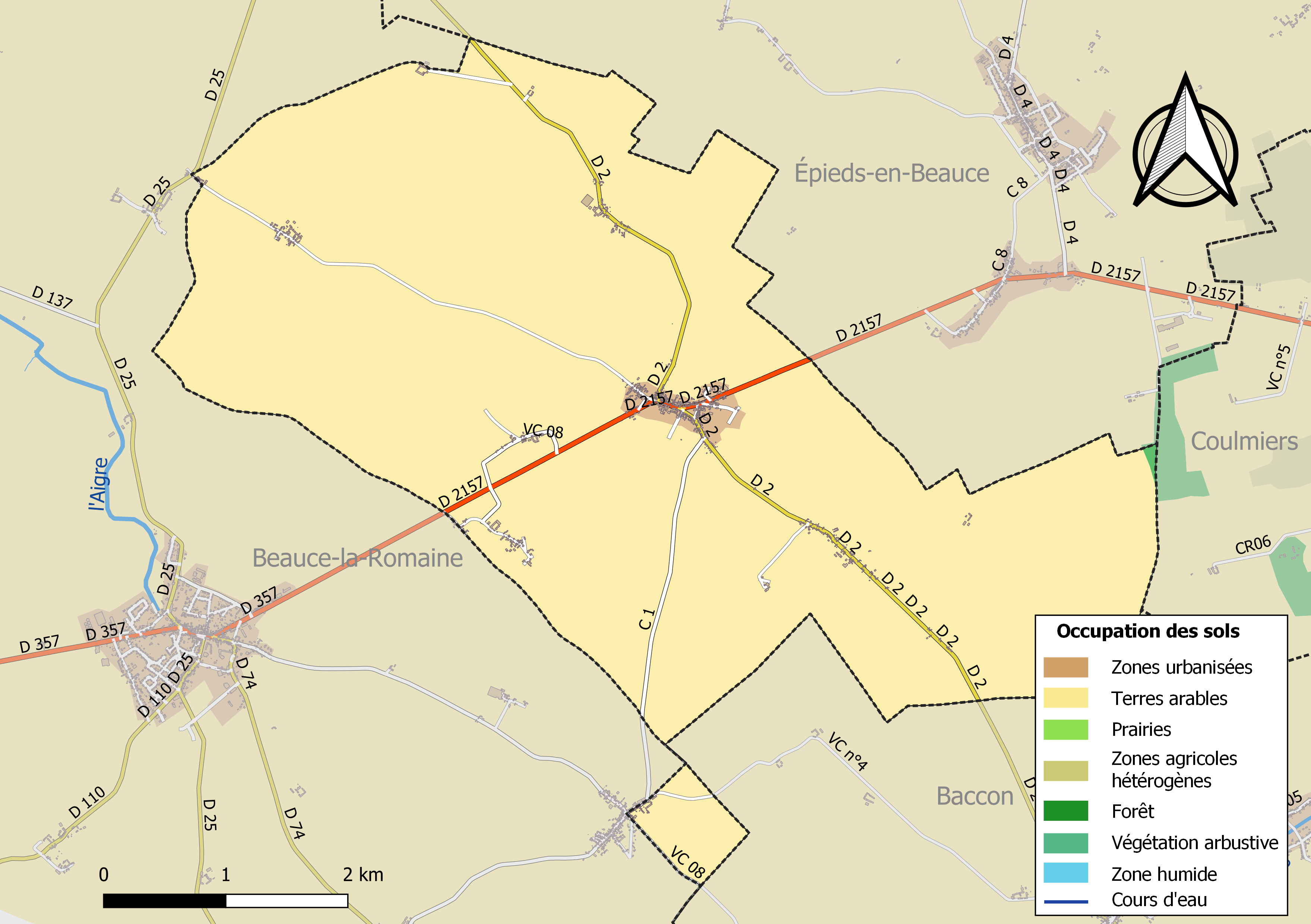
Carte des infrastructures et de l'occupation des sols de la commune en 2018 (CLC).
Carte orthophotographique de la commune en 2016.

### Voies de communication et transports

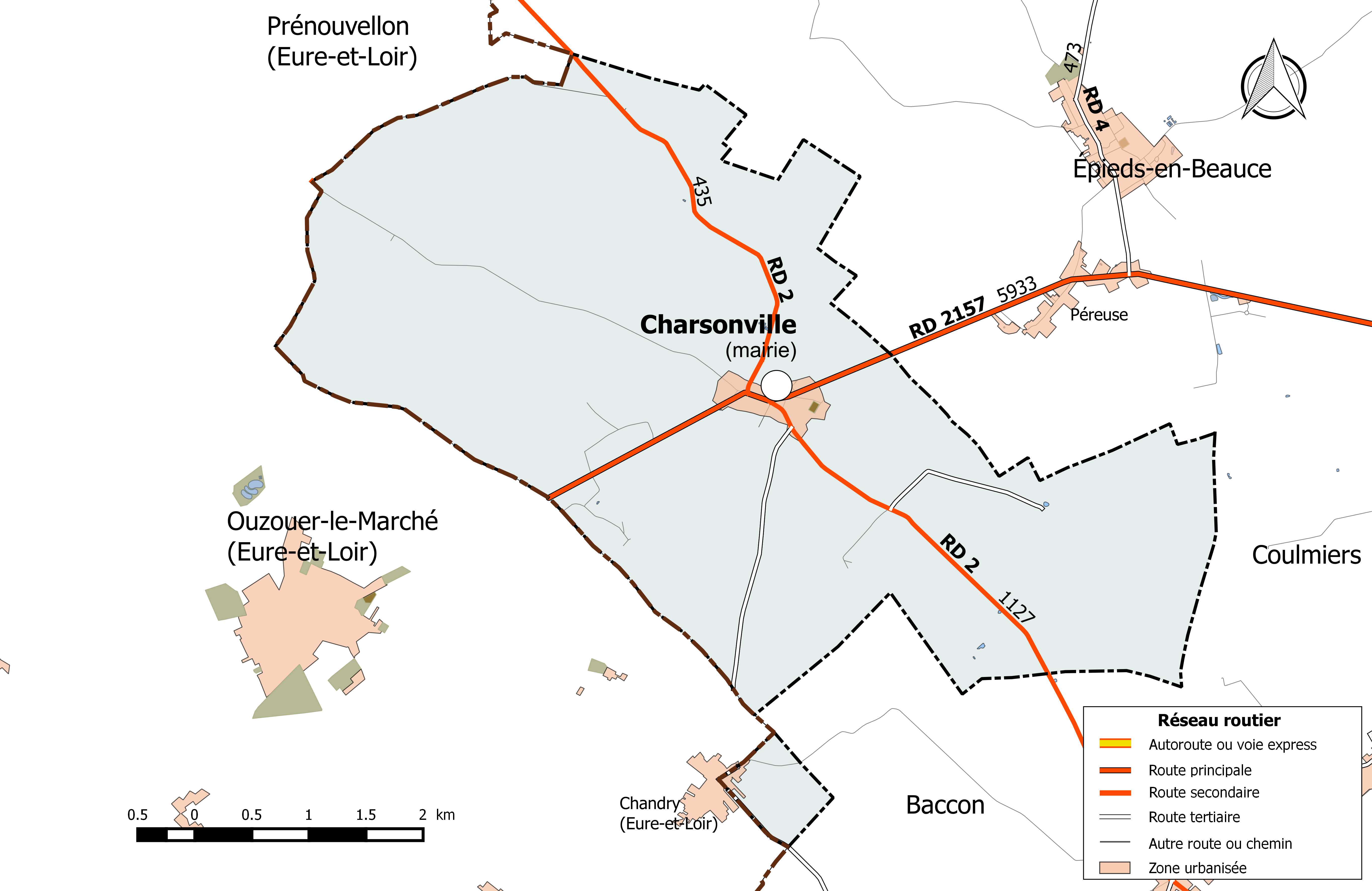
Réseau routier principal de la commune de Charsonville (avec indication du trafic routier 2014).

### Risques naturels et technologiques
La commune de Charsonville est vulnérable à différents aléas naturels : climatiques (hiver exceptionnel ou canicule), mouvements de terrains ou sismique (sismicité très faible). Elle est également exposée à un risque technologique : le risque de transport de matières dangereuses. 
Entre 1989 et 2019, un arrêté ministériel ayant porté reconnaissance de catastrophe naturelle a été pris pour le territoire de la commune  pour des inondations et coulées de boues.

#### Risques naturels
Le territoire de la commune peut être concerné par un risque d'effondrement de cavités souterraines non connues. Une cartographie départementale de l'inventaire des cavités souterraines et des désordres de surface a été réalisée. Il a été recensé sur la commune plusieurs effondrements de cavités.
Par ailleurs, le sol du territoire communal peut faire l'objet de mouvements de terrain liés à la sécheresse. Le phénomène de retrait-gonflement des argiles est la conséquence d'un changement d'humidité des sols argileux. Les argiles sont capables de fixer l'eau disponible mais aussi de la perdre en se rétractant en cas de sécheresse. Ce phénomène peut provoquer des dégâts très importants sur les constructions (fissures, déformations des ouvertures) pouvant rendre inhabitables certains locaux. Celui-ci a particulièrement affecté le Loiret après la canicule de l'été 2003. Une grande partie du territoire de la commune est soumise à un aléa « moyen » face à ce risque, selon l'échelle définie par le Bureau de recherches géologiques et minières (BRGM).
Depuis le 22 octobre 2010, la France dispose d’un nouveau zonage sismique divisant le territoire national en cinq zones de sismicité croissante. La commune, à l’instar de l’ensemble du département,  est concernée par un risque très faible.

#### Risques technologiques
La commune est exposée au risque de transport de matières dangereuses, en raison du passage sur son territoire d'un itinéraire structurant supportant un fort trafic (la route départementale D2157),.

## Politique et administration

### Découpage territorial

#### Bloc communal: Commune et intercommunalités
La paroisse et bourg de Charsonville acquiert le statut de municipalité avec le  décret du 12 novembre 1789 de l'Assemblée Nationale puis celui de « commune », au sens de l'administration territoriale actuelle, par le décret de la Convention nationale du 10 brumaire an II (31 octobre 1793). Il faut toutefois attendre la loi du 5 avril 1884 sur l'organisation municipale pour qu'un régime juridique uniforme soit défini pour toutes les communes de France, point de départ de l’affirmation progressive des communes face au pouvoir central.
Aucun événement de restructuration majeure du territoire, de type suppression, cession ou réception de territoire, n'a affecté la commune depuis sa création.
La commune de Charsonville n'appartient à aucune intercommunalité à fiscalité propre jusqu'en 2012 et fait partie, à cette date, des 68 communes du Loiret dites « isolées », dont les dix communes du canton d'Artenay. La commune rejoint la communauté de communes de la Beauce oratorienne le 1er janvier 2013, une intercommunalité créée en 1999 dont le siège est à Ouzouer-le-Marché dans le Loir-et-Cher. Depuis le 1er janvier 2017, la commune est membre de la communauté de communes des Terres du Val de Loire.
La commune appartient à d'autres établissements publics de coopération intercommunale, de type syndicats ou autres regroupements intercommunaux. Le découpage territorial de ces structures est en constante évolution dans une perspective de rationalisation et d'efficience des services.

#### Circonscriptions de rattachement
Sous l'Ancien Régime, à la veille des États généraux de 1789, la paroisse de Charsonville était rattachée sur le plan ecclésiastique au diocèse d'Orléans, sur le plan judiciaire au bailliage d'Orléans, sur le plan militaire au gouvernement d'Orléans et sur le plan administratif à la généralité d'Orléans,.
La loi du 22 décembre 1789 divise le pays en 83 départements découpés chacun en six à neuf districts eux-mêmes découpés en cantons regroupant des communes. Les districts, tout comme les départements, sont le siège d’une administration d’État et constituent à ce titre des circonscriptions administratives. La commune de Charsonville est alors incluse dans le canton d'Épieds, le district de Beaugency et le département du Loiret.
La recherche d’un équilibre entre la volonté d’organiser une administration dont les cadres permettent l’exécution et le contrôle des lois d’une part, et la volonté d’accorder une certaine autonomie aux collectivités de base (paroisses, bourgs, villes) d’autre part, s’étale de 1789 à 1838. Les découpages territoriaux évoluent ensuite au gré des réformes visant à décentraliser ou recentraliser l'action de l'État. La régionalisation fonctionnelle des services de l'État (1945-1971) aboutit à la création de régions. L'acte I de la décentralisation de 1982-1983 constitue une étape importante en donnant l'autonomie aux collectivités territoriales, régions, départements et communes. L'acte II intervient en 2003-2006, puis l'acte III en 2012-2015. Parallèlement l'État se réforme périodiquement. La réforme de l’administration territoriale de l’État (RéATE), entrée en vigueur au 1er janvier 2010 et issue de la révision générale des politiques publiques (RGPP) est une des grandes réformes visant à simplifier l'organisation de l’État.
Le tableau suivant présente les rattachements, au niveau infra-départemental, de la commune de Charsonville aux différentes circonscriptions administratives et électorales ainsi que l'historique de l'évolution de leurs territoires.
| Circonscription             | Nom                | Dernière période | Type de circonscription      | Évolution du découpage territorial |
| --------------------------- | ------------------ | ---------------- | ---------------------------- | --- |
| District                    | Beaugency          | 1790-1795        | Administrative               | La commune est rattachée au district de Beaugency de 1790 à 1795,. La Constitution du 5 fructidor an III, appliquée à partir de vendémiaire an IV (1795) supprime les districts, rouages administratifs liés à la Terreur, mais maintient les cantons qui acquièrent dès lors plus d'importance. |
| Canton                      | Épieds             | 1790-1801        | Électorale                   | En 1790, lors de la création des cantons, districts et départements, la commune de Charsonville est rattachée au canton d'Épieds. Les cantons sont supprimés, en tant que découpage administratif, par une loi du 26 juin 1793, et ne conservent qu'un rôle électoral. Ils permettent l’élection des électeurs du second degré chargés de désigner les députés. Ils acquièrent une fonction administrative avec la disparition des districts en 1795. |
| Canton                      | Méun               | 1801-2015        | Administrative et électorale | Sous le Consulat, un redécoupage territorial visant à réduire le nombre de justices de paix ramène le nombre de cantons dans le Loiret de 59 à 31. Charsonville est alors rattachée au canton de Méun par arrêté du 9 vendémiaire an X (30 septembre 1801),. |
| Canton                      | Meung-sur-Loire    | 2015-            | Électorale                   | La loi du 17 mai 2013 et ses décrets d'application publiés en février et mars 2014 introduisent un nouveau découpage territorial pour les élections départementales. La commune est alors rattachée au canton de Meung-sur-Loire. Depuis cette réforme, plus aucun service de l'État n'exerce sa compétence sur un territoire s'appuyant sur le nouveau découpage cantonal. Le canton a disparu en tant que circonscription administrative de l'État ; il est désormais uniquement une circonscription électorale dédiée à l'élection d'un binôme de conseillers départementaux siégeant au conseil départemental. |
| Arrondissement              | Orléans            | 1801-            | Administrative               | Charsonville est rattachée à l'arrondissement d'Orléans depuis sa création en 1801,. |
| Circonscription législative | 2e circonscription | 2010-            | Électorale                   | Lors du découpage législatif de 1986, le nombre de circonscriptions législatives passe dans le Loiret de 4 à 5. Un nouveau redécoupage intervient en 2010 avec la loi du 23 février 2010. En attribuant un siège de député « par tranche » de 125 000 habitants, le nombre de circonscriptions par département varie désormais de 1 à 21,. Dans le Loiret, le nombre de circonscriptions passe de cinq à six. La réforme n'affecte pas Charsonville qui reste rattachée à la deuxième circonscription. |

#### Collectivités de rattachement
La commune de Charsonville est rattachée au département du Loiret et à la région Centre-Val de Loire, à la fois circonscriptions administratives de l'État et collectivités territoriales.

### Politique et administration municipales

#### Conseil municipal et maire
Depuis les élections municipales de 2014, le conseil municipal  de Charsonville, commune de moins de 1 000 habitants, est élu au scrutin majoritaire plurinominal à deux tours, les électeurs pouvant modifier les listes, panacher, ajouter ou supprimer des candidats sans que le vote soit nul,  pour un mandat de six ans renouvelable. Il est composé de 15 membres. L'exécutif communal est constitué par le maire, élu par le conseil municipal parmi ses membres, pour un mandat de six ans, c'est-à-dire pour la durée du mandat du conseil.
| Période                                  | Période   | Identité      | Étiquette | Qualité                             |
| ---------------------------------------- | --------- | ------------- | --------- | ----------------------------------- |
| 1920                                     | 1935      | Paul Brioche  |           |                                     |
| 1935                                     | 1947      | Louis Menon   |           |                                     |
| 1947                                     | 1971      | Paul Vivier   |           |                                     |
| 1971                                     | mars 1995 | André Vivier  |           | Agriculteur                         |
| mars 1995                                | mars 2008 | Henri Hubert  |           | Agriculteur                         |
| mars 2008                                | En cours  | Bruno Vivier, |           | Agriculteur sur petite exploitation |
| Les données manquantes sont à compléter. |           |               |           |                                     |

## Équipements et services

### Environnement

#### Gestion des déchets
Au 31 décembre 2016, la commune est membre du syndicat mixte intercommunal pour le ramassage et le traitement des ordures ménagères (SMIRTOM) de la région de Beaugency, créé en 1971. Celui-ci assure la collecte et le traitement des ordures ménagères résiduelles en porte à porte, des emballages ménagers recyclables en porte à porte ou en points d’apport volontaire, du verre en points d’apport volontaire et des papiers en points d’apport volontaire
. Un réseau de sept déchèteries accueille les encombrants et autres déchets spécifiques (déchets verts, déchets dangereux, gravats, ferraille, cartons…). La déchèterie la plus proche de la commune est située sur la commune d'Épieds-en-Beauce. L'élimination et la valorisation énergétique des déchets est effectuée dans l'UIOM de Saran depuis 1996, exploitée par la société Orvade, filiale du groupe Véolia, par délégation de service de la communauté urbaine Orléans-Métropole.
Depuis le 1er janvier 2017, la « gestion des déchets ménagers » ne fait plus partie des compétences de la commune mais est une compétence obligatoire de la communauté de communes des Terres du Val de Loire, en application de la loi NOTRe du 7 août 2015. Dans ce nouveau cadre, le préfet du Loiret indique dans un courrier du 28 décembre 2016 aux présidents des communautés de communes concernées que le SMIRTOM de la région de Beaugency sera dissout le 30 juin 2017.

#### Production et distribution d'eau
Le service public d’eau potable est une compétence obligatoire des communes depuis l’adoption de la loi du 30 décembre 2006 sur l’eau et les milieux aquatiques. Au 31 décembre 2016, la production et la distribution de l'eau potable sur le territoire communal sont assurées par la commune elle-même.
La loi NOTRe du 7 août 2015 prévoit que le transfert des compétences « eau et assainissement » vers les communautés de communes sera obligatoire à compter du 1er janvier 2020. Le transfert d’une compétence entraîne  de  facto la mise à disposition gratuite de plein droit des biens, équipements et services publics utilisés, à la date du transfert, pour l'exercice de ces compétences et la substitution de la communauté dans les droits et obligations des communes,.

#### Assainissement
La compétence assainissement, qui recouvre obligatoirement la collecte, le transport et l’épuration des eaux usées, l’élimination des boues produites, ainsi que le contrôle des raccordements aux réseaux publics de collecte, est assurée  par la commune elle-même.
La commune est raccordée à une station d'épuration située sur le territoire communal, mise en service le 15 janvier 2013 et dont la capacité nominale de traitement est de  500 EH, soit 75 m3/jour. Cet équipement utilise un procédé d'épuration de type filtre à sable. Son exploitation est assurée en 2017 par la commune de Charsonville,.
L’assainissement non collectif (ANC) désigne les installations individuelles de traitement des eaux domestiques qui ne sont pas desservies par un réseau public de collecte des eaux usées et qui doivent en conséquence traiter elles-mêmes leurs eaux usées avant de les rejeter dans le milieu naturel. Depuis le 1er janvier 2017, la Communauté de communes des Terres du Val de Loire assure le service public d'assainissement non collectif (SPANC), après la fusion des communautés de communes  du Val des Mauves, du Canton de Beaugency, du Val d'Ardoux et de la Beauce oratorienne située dans le Loir-et-Cher qui l'assuraient auparavant. Celui-ci a pour mission de vérifier la bonne exécution des travaux de réalisation et de réhabilitation, ainsi que le bon fonctionnement et l’entretien des installations.

## Population et société

### Démographie
L'évolution du nombre d'habitants est connue à travers les recensements de la population effectués dans la commune depuis 1793. Pour les communes de moins de 10 000 habitants, une enquête de recensement portant sur toute la population est réalisée tous les cinq ans, les populations de référence des années intermédiaires étant quant à elles estimées par interpolation ou extrapolation. Pour la commune, le premier recensement exhaustif entrant dans le cadre du nouveau dispositif a été réalisé en 2005.
En 2022, la commune comptait 611 habitants, en évolution de −0,81 % par rapport à 2016 (Loiret : +1,89 %, France hors Mayotte : +2,11 %).
| 1793 | 1800 | 1806 | 1821 | 1831 | 1836 | 1841 | 1846 | 1851 |
| ---- | ---- | ---- | ---- | ---- | ---- | ---- | ---- | ---- |
| 676  | 753  | 680  | 803  | 795  | 829  | 851  | 848  | 891  |

| 1856 | 1861 | 1866 | 1872 | 1876 | 1881 | 1886 | 1891 | 1896 |
| ---- | ---- | ---- | ---- | ---- | ---- | ---- | ---- | ---- |
| 944  | 930  | 917  | 964  | 963  | 955  | 944  | 955  | 943  |

| 1901 | 1906 | 1911 | 1921 | 1926 | 1931 | 1936 | 1946 | 1954 |
| ---- | ---- | ---- | ---- | ---- | ---- | ---- | ---- | ---- |
| 926  | 917  | 841  | 769  | 819  | 846  | 811  | 772  | 735  |

| 1962 | 1968 | 1975 | 1982 | 1990 | 1999 | 2005 | 2006 | 2010 |
| ---- | ---- | ---- | ---- | ---- | ---- | ---- | ---- | ---- |
| 680  | 616  | 570  | 531  | 554  | 582  | 627  | 622  | 588  |

| 2015 | 2020 | 2022 | - | - | - | - | - | - |
| ---- | ---- | ---- | - | - | - | - | - | - |
| 614  | 612  | 611  | - | - | - | - | - | - |

## Culture locale et patrimoine

### Lieux et monuments
- Église Saint-Martin, partiellement romane du XIIe siècle.
- Château de Charsonville, partiellement démoli par les Guerres de religion au XVIe siècle et acheté par les Tassin d'Orléans au XVIIIe siècle.

### Personnalités liées à la commune
- Famille Tassin de Charsonville.